# Adrian Edqvist
Adrian Edqvist, född 20 maj 1999, är en svensk fotbollsspelare som spelar för Gefle IF. Han gjorde sin allsvenska debut i en match mot IK Sirius den 24 april 2017.

## Karriär

### Ungdomskarriär
Edqvist föddes i Karlskrona och inledde karriären i Nättraby GoIF. Vid sju års ålder gjorde familjen flytten från Blekinge till den spanska sydkusten och Edqvist började då spela i Las Lagunas, utanför Málaga. Under åren i Spanien tog han sig in i Andalusiens stadslag och var nära en flytt till La Liga-klubben Málaga kort innan familjen återvände till Sverige.
Väl tillbaka på svensk mark började Edqvist 2012 spela för Karlskrona AIF, vilka efter en sammanslagning med Lyckeby GoIF kort därpå bildade den nya föreningen FK Karlskrona. Som 16-åring gjorde Edqvist flytten till Malmö FF, som vann kampen om hans signatur över Kalmar FF och danska Bröndby. Under tiden i Skåne provspelade han även i England, närmare bestämt med Stoke City.
I januari 2017 lämnade Edqvist Malmö FF för den allsvenska konkurrenten Kalmar FF, kort efter att det rapporteras att han skulle vara en del av Malmös seniorlag under försäsongen.

### Kalmar FF
Trots att Adrian Edqvist värvades till Kalmars U19-lag började han snart figurera i seniorlaget. A-lagsdebuten avverkades i försäsongsmatchen mot Örgryte IS den 11 mars och en och en halv månad senare gjorde Edqvist sin allsvenska debut, när han byttes in i Kalmars 0-3-förlust mot IK Sirius den 24 april.
I mars 2019 lånades Edqvist ut till division 1-klubben Oskarshamns AIK genom ett samarbetsavtal, som gjorde honom tillgänglig för spel i båda klubbarna under säsongen 2019. I juli 2019 lånades Edqvist ut till nederländska Go Ahead Eagles på ett låneavtal över säsongen 2019/2020. I december 2020 meddelade Kalmar FF att Edqvist lämnade klubben i samband med att hans kontrakt gick ut.

### Jönköpings Södra
I februari 2021 värvades Edqvist av Jönköpings Södra, där han skrev på ett treårskontrakt.

### Gefle IF
I december 2022 värvades Edqvist av Gefle IF.

## Landslagskarriär
Adrian Edqvist var en del av den svenska truppen i U17-EM 2016. Under turneringen gjorde han tre inhopp när Sverige gick till kvartsfinal.

## Karriärstatistik
| Klubb                                                   | Säsong            | Inhemsk liga      | Inhemsk liga | Inhemsk liga | Nat. täv. | Nat. täv. | Internat. täv. | Internat. täv. | Totalt | Totalt |
| Klubb                                                   | Säsong            | Serie             | SM           | Mål          | SM        | Mål       | SM             | Mål            | SM     | Mål    |
| ------------------------------------------------------- | ----------------- | ----------------- | ------------ | ------------ | --------- | --------- | -------------- | -------------- | ------ | ------ |
| Kalmar FF                                               | 2017              | Allsvenskan       | 1            | 0            | 0         | 0         | 0              | 0              | 1      | 0      |
| Kalmar FF                                               | Totalt i klubblag | Totalt i klubblag | 1            | 0            | 0         | 0         | 0              | 0              | 1      | 0      |
| Antal matcher och mål är korrekt per den 26 april 2017. |                   |                   |              |              |           |           |                |                |        |        |